# Fyllingsdalen Futsalklubb
Il Fyllingsdalen Futsalklubb è stata una squadra norvegese di calcio a 5, con sede a Fyllingsdalen.

## Storia
Il Fyllingsdalen è stato incluso nella prima edizione della Futsal Eliteserie, nella stagione 2008-2009: il campionato, riconosciuto dalla Norges Fotballforbund, ha visto la partecipazione di 10 compagini. La squadra ha giocato la prima partita in questo torneo in data 29 novembre 2008, perdendo per 3-4 contro il Bogstadveien. Bjørnar Holmvik, calciatore professionista, era una delle stelle della squadra. Il Fyllingsdalen ha chiuso la stagione all'8º posto in classifica. La squadra ha giocato nel campionato norvegese fino al termine del NFF Futsal Eliteserie 2010-2011, cessando poi la propria attività.

## Stagioni precedenti
- 2008-2009
- 2009-2010
- 2010-2011